# Operacija Svemir (1979.)
Operacija Svemir (engl. Moonraker)  britanski je akcijski triler iz 1979. To je 11. film iz serijala o  Jamesu Bondu i četvrti s  Rogerom Mooreom u glavnoj ulozi. U završnoj špici prethodnog filma, Špijun koji me volio, pisalo je: 'James Bond vratit će se u Samo za tvoje oči; međutim, producenti su odabrali Operaciju Svemir za sljedeći projekt. Samo za tvoje oči na kraju je naslijedio ovaj film, 1981. U filmu, Bond traži svemirski brod koji je nestao tijekom prijevoza u avionu. Posjećuje vlasnika transportne kompanije, Huga Draxa, kako bi istražio. Nakon upoznavanja sa znanstvenicom Holly Goodhead, Bonda trag vodi od  Kalifornije preko  Venecije do amazonske prašume i konačno u svemir kako bi spriječio genocidni plan kojim se namjerava pokoriti svijet.

## Produkcija
Prava na roman Operacija Svemir 1955. su prodana kompaniji Rank Organisation za 10 tisuća funti. Fleming je ipak otkupio prava 1959. Tom Mankiewicz napisao je scenarij koji je odbačen. Neke scene iz njegova scenarija iskorištene su u kasnijim filmovima, kao što su uvodna sekvenca u filmu filma Octopussy i scena s Eiffelovim tornjem u filmu Pogled na ubojstvo.
Kao što je to slučaj s mnogim prijašnjim Bond filmovima, priča iz istoimenog romana Iana Fleminga je dosta prepravljena zbog ere SF filmova. Nakon prethodnog filma, Špijun koji me volio, trebao je slijediti Samo za tvoje oči, ali ga je ipak zamijenila Operacija Svemir.

### Filmske lokacije
- London, Ujedinjeno Kraljevstvo
- Los Angeles, Kalifornija
- Venecija, Italija
- Rio de Janeiro, Brazil
- Amazonska prašuma, Brazil
- Rusija
- Svemir

### Lokacije snimanja
- Pinewood Studios, Engleska
- Studios de Boulogne, Francuska
- Cinema Eclair Studios, Pariz, Francuska
- London, Ujedinjeno Kraljevstvo
- Aerodrom u Los Angelesu
- Palmdale, Kalifornija
- Chateau de Vaux-le-Viconte, Francuska
- Venecija, Italija
- Rio de Janeiro
- Slapovi Iguazú, granica Brazila i  Argentine
- Gvatemala
- Svemirski centar John F. Kennedy, Florida
- Port St. Lucie, Florida

## Radnja
Tema Operacije Svemir je slična onoj iz prethodnog filma, Špijun koji me volio, o ludom geniju koji želi uništiti, a onda ponovno izgraditi, svijet po vlastitim vizijama. U filmu Špijun koji me volio negativac, Karl Stromberg, pokušava stvoriti novu civilizaciju pod vodom, dok ovaj put negativac, Hugo Drax, pokušava uništiti populaciju na  Zemlji kako bi se, za nekoliko generacija, njegova privatna rasa vratila na Zemlju u obliku bogova i ponovno naselila Zemlju. S obzirom na ovakvu priču, ne čudi da je scenarist ovog filma bio isti kao i za prethodni, Christopher Wood.
Nakon što je ukraden svemirski brod Drax Industries Moonraker koji je prevožen na modificiranom Boeingu 747, James Bond je poslan da istraži pozadinu. U uvodnoj sekvenci spaljuje se zrakoplov nosač Moonrakera, a Zubo izbacuje Bonda bez padobrana iz drugog aviona koji leti iznad  Južne Afrike. Bond uspijeva preživiti i vratiti se u London, gdje ga M obavještava o otmici. Bond bi trebao istražiti sir Huga Draxa, vlasnika kompanije Drax Industries. Bond odlazi u njegovu tvornicu u  Kaliforniji.
U Drax Industries, Bonda hladno pozdravljaju Drax i njegov pomoćnik Chang. Bond upoznaje i dr. Holly Goodhead, znanstvenicu koja radi za Draxa koja ga, prigovorivši mu zbog seksizma, testira u centrifugalnom simulatoru; u test se umiješa Chang. Nakon što je preživio test, Bond se ušulja u Draxov ured gdje pronalazi nacrte za staklenu posudu koje je izradio staklar u  Veneciji. Sljedeće jutro Bond polazi u Veneciju, gdje opet nailazi na doktoricu Goodhead, na staklarskoj izložbi u muzeju. Bond saznaje da su posude namijenjene za čuvanje nervnog plina koji bi trebao pobiti ljude; Chang dočekuje Bonda u zasjedi, ali ovaj preživljava.
Kasnije Bond otkriva kako je doktorica Goodhead agentica CIA-e koja špijunira Draxa. Saznavši to, "pritišće gumb za paniku", prisilivši M-a i ministra obrane da dođu u Veneciju kako bi sami vidjeli laboratorij za proizvodnju nervnog plina. Na Bondovu žalost, laboratorij je pretvoren u atelje u kojem nailaze na iznenađenog Huga Draxa. Bond je, međutim, sačuvao jednu posudu kad je prije bio u laboratoriju, dajući ga M-u na analizu. M šalje Bonda u Rio de Janeiro kako bi istražio neki Draxov teret, ali saznaje samo da je Changa zamijenio Zubo. Njih dvojica se sukobljavaju u Draxovu skladištu, nakon čega doktoricu Goodhead zarobljavaju Draxovi ljudi.
Bond se javlja M-u, koji se nalazi u privremenom brazilskom sjedištu i saznaje da je u posudi bio smrtonosni plin. Bond polazi uzvodno  Amazonom u potrazi za Draxovim istraživačkim pogonom, koji konačno pronalazi nakon sukoba sa Zubom u smrtonosnoj utrci gliserima i napada Draxova ljubimca  udava. Bond i dr. Goodhead su ponovno zarobljeni, ovaj put u lansirni prostor svemirskog broda Moonraker koji je spreman za lansiranje. Bond i Goodhead uspijevaju pobjeći uz pomoć Bondova sata. Nakon što su se preobukli u pilotske uniforme, ulaze u jedan od Draxovih šatlova koji je spreman za odlazak u svemir.
Crpeći otrov iz posebne vrste  orhideja koje rastu u  Amazoni, Drax planira uništiti ljudski život (otrov djeluje samo na ljude) iz svemira bacajući 50 kugla s otrovom koje će se razbiti ulaskom u  Zemljinu atmosferu. Prije lansiranja kugli, Drax na svemirsku stanicu uvodi desetke pomno odabranih mladih muškaraca i žena. Oni će ondje živjeti sve dok Zemlja ne bude sigurna za ljudski život, a bit će sjeme "nove savršene rase".
Letjelica je nevidljiva sa Zemlje jer u sebi ima uređaj za ometanje radara; 007 i Goodhead ga uspijevaju onesposobiti. Nakon toga, SAD šalje vod marinaca u svemirskom brodu na stanicu. Po dolasku, počinje obračun laserskim oružjem, kao u  Ratovima zvijezda. TIjekom bitke, Bond ubija Draxa i baca ga u zračnu komoru, odakle ga izbacuje u svemir. Svemirska stanica je teško oštećena te se raspada. Zubo (koji postaje Bondov saveznik nakon što je čuo da on i njegova djevojka ne odgovaraju Draxovim mjerilima savršenstva) pomaže Bondu i doktorici Goodhead da pobjegnu sa stanice u šatl. U proslavi, Zubo prvi i jedini put progovara nakon što je svojim čeličnim zubima otvorio šampanjac i nazdravio svojoj djevojci: "Ovo je za nas."
Prije bitke u svemiru, Drax je ispustio tri kugle s otrovom prema Zemlji. Na putu prema Zemlji, Bond iz uništava laserom iz šatla, a treću ručno. Na kraju filma,  Amerikanci i  Britanci pokušavaju razgovarati s Bondom i dr. Goodhead kako bi im čestitali, ali nakon što je uspostavljena vizualna veza, ugledaju Bonda i Holly kako vode ljubav ispod bijelih plahti u nultoj gravitaciji. Ogorčen, Frederick Gray upita što to Bond radi, na što Q odgovara: "Mislim da pokušava ponovno ući, gospodine!"
Bond primjećuje da je upaljena kamera i da je viđen s Holly, i nakon što se nasmiješio posramljen, ugasi kameru. Iscrpljena, ali ushićena Holly upita Jamesa: "Hoćeš li me povesti još jednom oko svijeta?". On je zagrli.

## Vozila i naprave
- Kemijska olovka opremljena iglom kojom je Bond eliminirao udava u bazenu dok je bio u Draxovom skrovištu u prašumi.
- Mini-kamera s utisnutim "007"
- Seiko sat - Bond se koristi njime kako bi pobjegao s lansirne platforme Moonrakera.
- Gondola iz Odjela Q (među Bondovim obožavateljima poznata kao "Bondola") koja se može transformirati u lebdjelicu, može se kretati i po zemlji. Bond je koristi kako bi pobjegao progoniteljima u  Veneciji.
- "Q-ov gliser" - Bond ga koristi kako bi pobjegao od Zube dok je tražio lokaciju lansiranja Moonrakera. Osim toga, opskrbljen je hang-gliderom.

## Glumci
- Roger Moore - James Bond
- Bernard Lee - M
- Lois Maxwell - Gđica. Moneypenny
- Desmond Llewelyn - Q
- Richard Kiel - Zubo
- Michael Londsdale - Sir Hugo Drax
- Lois Chiles - Dr. Holly Goodhead
- Corinne Clery - Corinne Dufour
- Geoffrey Keen - Ministar obrane Frederick Gray
- Walter Gotell - General Gogolj
- Emily Bolton - Manuela
- Blanche Ravalec - Zubina djevojka Dolly
- Toshiro Suga - Chang

## Vanjske poveznice
- Operacija Svemir u internetskoj bazi filmova IMDb-a
- Operacija Svemir na Rotten Tomatoes
- Operacija Svemir na Box Office Mojo
- MGM's official site for Moonraker